# Knockdrin Castle

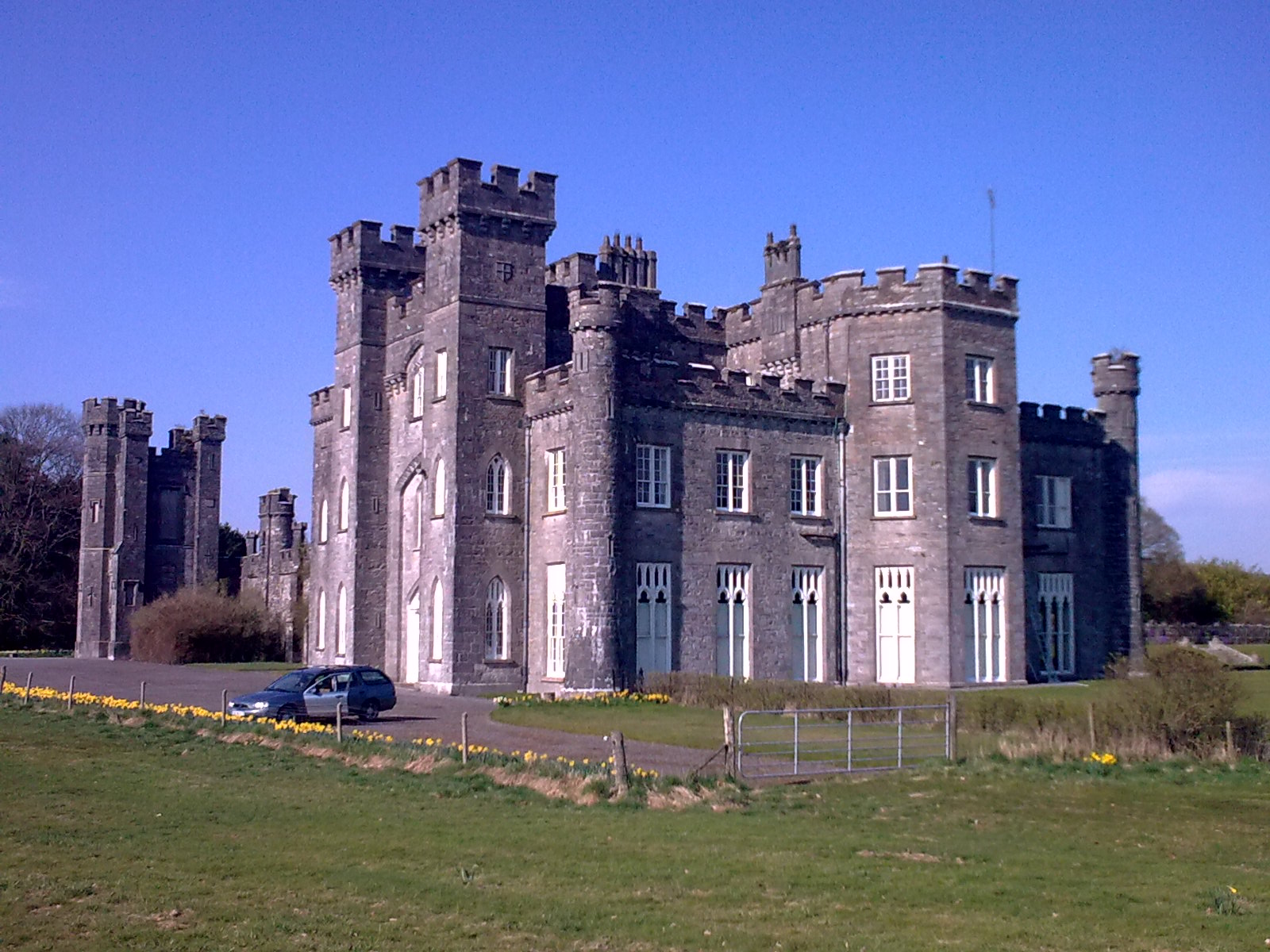
Knockdrin Castle nördlich von Mullingar

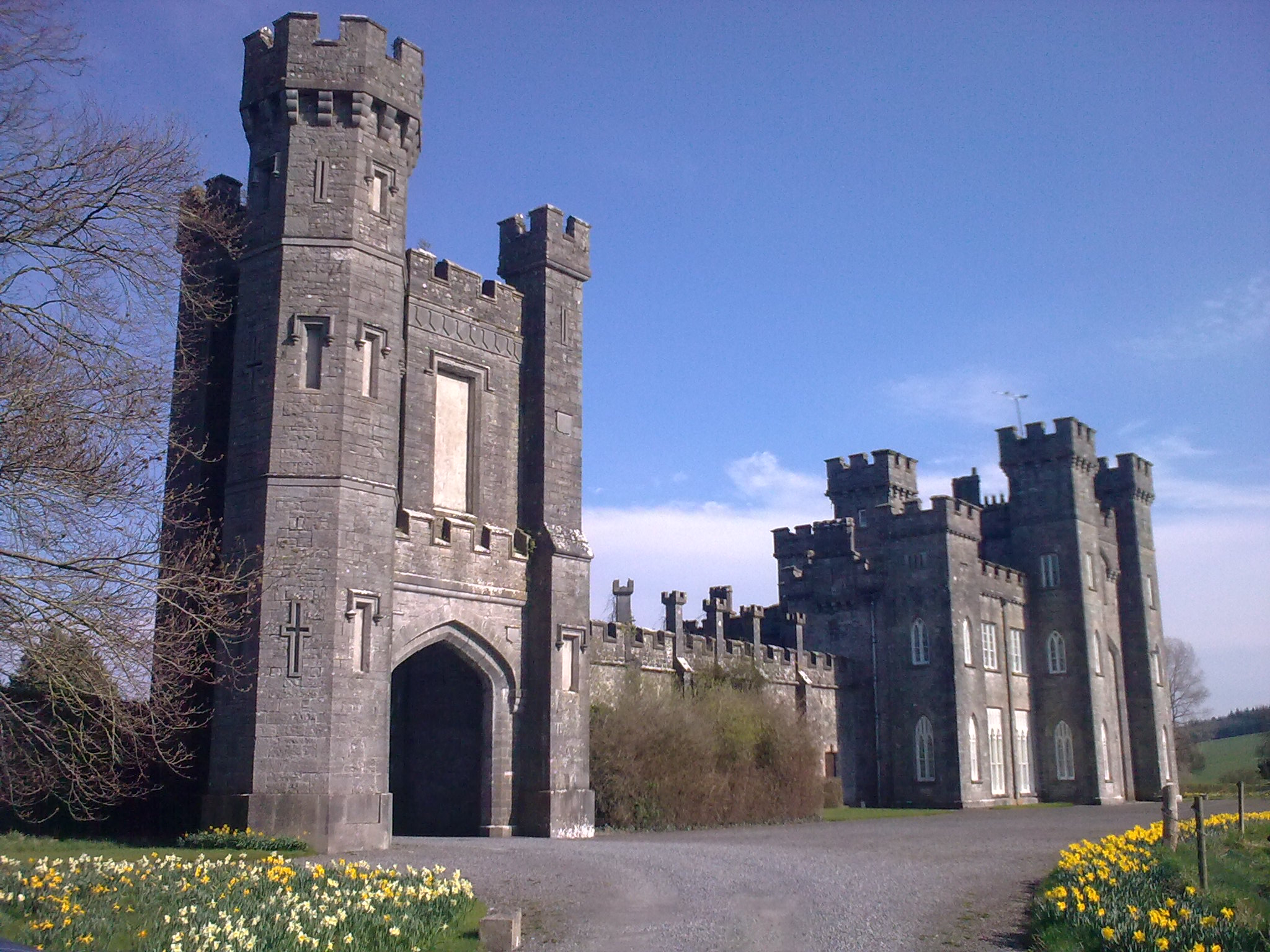
Frontfassade von Knockdrin Castle

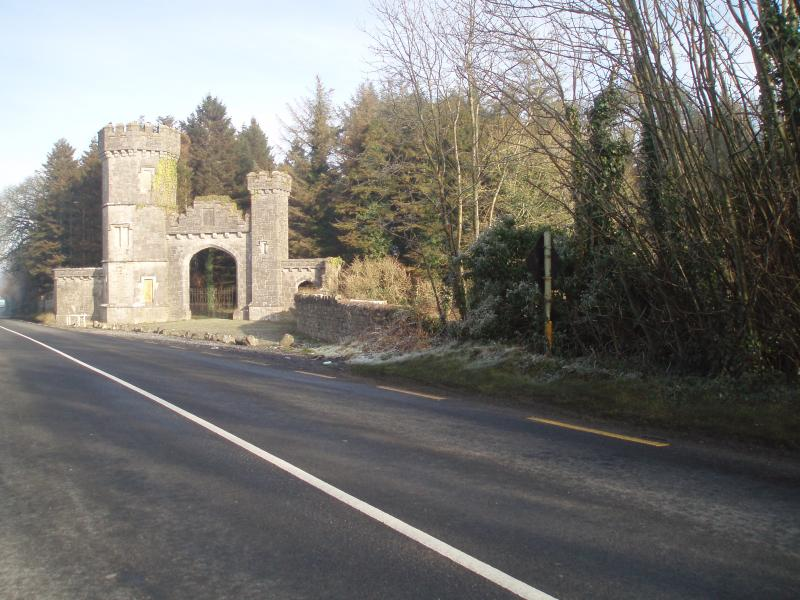
Torhaus und Haupttor von Knockdrin Castle an der Fernstraße R394 von Mullingar nach Castlepollard

Knockdrin Castle (irisch Caisleán Chnoc Droinne ) ist ein Landhaus nördlich von Mullingar im irischen County Westmeath.

## Etymologie
Der irische Name Cnoc Droinne bezieht sich auf einen Hügel (cnoc) auf dem Anwesen. Der zweite Bestandteil ist unklar, formal bedeutet er Buckel, also Buckelhügel, eine ältere Schreibung droighin deutet auf Schwarzdorn. Auf dem Anwesen gibt es auch einen kleinen See namens Lough Drin (Loch Droinne).

## Beschreibung
Knockdrin Castle ist hauptsächlich ein neugotisches Gebäude aus dem 19. Jahrhundert. Das heutige Gebäude wurde angeblich von Richard Morrison entworfen und anstelle von High Park, einem früheren Landhaus aus dem 18. Jahrhundert, das dort stand, errichtet. Auftraggeber war Sir Richard Levinge, 6. Baronet, (1785–1848), der das Haus vermutlich in den 1810er-Jahren errichten ließ.

## Geschichte
Bis zum Beginn des 18. Jahrhunderts war das Hauptwohngebäude auf dem Anwesen eine kleine Burg aus normannischer Zeit, die in der Gegend oft als „King John’s Castle“ bezeichnet wurde. Sie wurde durch einen Brand zerstört. Der größte Teil des ersten Landhauses an dieser Stelle, High Park, ließ Sir Richard Levinge, 1. Baronet, Parlamentsabgeordneter (1656–1724) etwa Anfang des 18. Jahrhunderts errichten. Die Levinges kamen zusammen mit den Williamites Ende des 17. Jahrhunderts nach Irland. Der erste Sir Richard Levinge war oberster Richter des Zivilgerichtes (Chief Justice of the Common Pleas) und Mitglied der Lord Commissioners, die von der britischen Krone ernannt wurden, um alle Grundstücksstreitigkeiten zu regeln, die nach der Rückeroberung Irlands, der Stuart-Restauration und den Krieg der zwei Könige entstanden waren. Levinge nutzte seine Position aus, um das Anwesen von Knockdrin Castle von den Tuites, den damaligen hibernonormannischen Besitzern, zu kaufen. Zu dieser Zeit war das Anwesen über 49 km² groß, im Unterschied zu den heutigen 4 km².
Im Zweiten Weltkrieg diente das Landhaus als Truppenunterkunft; dort war eine Einheit der 6. Infanterie der irischen Armee stationiert. Das Militär verließ das Landhaus 1945 und gab es an die Levinges zurück.
Den Levinges gehörte es noch bis 1946, auch wenn der letzte Sir Richard Levinge, der dort lebte und später ein Direktor der Guinness Ltd. war, eine Zeitlang schon nicht mehr dort gewohnt hatte. Das Anwesen wurde an Paddy Dunne-Cullinan verkauft, die bis 1961 dort blieb und es dann an Hans Freiherr von Prondzynski aus Deutschland weiterverkaufte.
Das Anwesen gehört der Familie Prondzynski, ist aber seit November 2017 zum Verkauf angeboten. Der heutige Eigentümer, Professor Ferdinand von Prondzynski, war von 2000 bis Mitte 2010 Präsident der Dublin City University und dann Prinzipal und Vizekanzler der Robert Gordon University in Aberdeen in Schottland. Professor Prondzynski wurde dafür kritisiert, dass er seinen gleichzeitig bekleideten Direktorenposten in der Firma des Familienanwesens, der Knockdrin Castle gehört, nicht angegeben hatte. Die Universität verhängte keine wesentliche Strafe gegen ihn, aber er entschied sich später, seinen Posten aufzugeben, um einen Imageschaden für die Universität abzuwenden.